# Rudolf Bieler

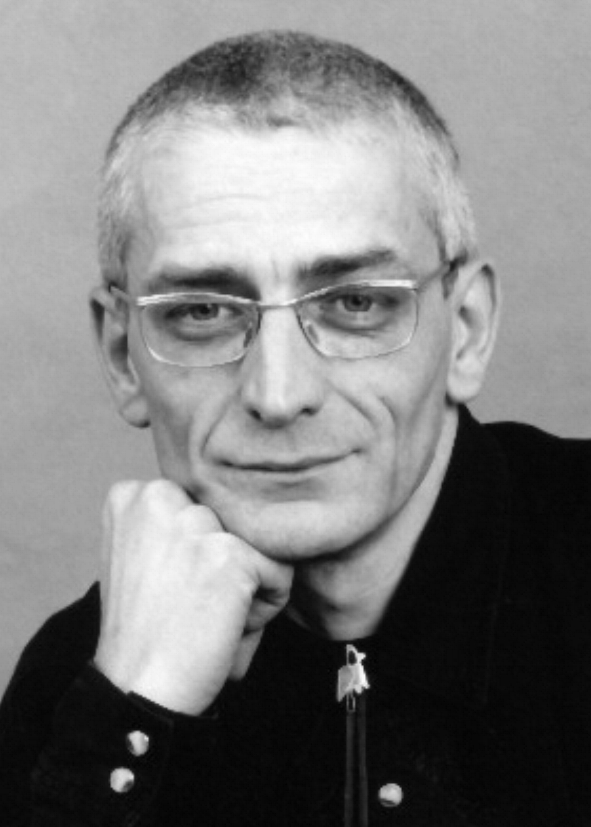
Porträtfoto von Rudolf Bieler, 2008

Rudolf Bieler (* 25. Mai 1953 in Siegen) ist ein deutscher Künstler und Musiker.

## Leben und Arbeit
Rudolf Bieler studierte von 1974 bis 1980 an der  Fachhochschule für Kunst und Design Köln Freie Malerei und Freie Grafik bei  Karl Marx, Friedrich Vordemberge und Pravoslav Sovák. Er examinierte in Freier Grafik und ist seitdem als freischaffender Künstler tätig. Zwischenzeitlich arbeitete er auch als Zeichner für ein Veranstaltungsmagazin. Nach mehrjähriger Tätigkeit im Museum für Völkerkunde in Frankfurt am Main (u. a. im Ausstellungsaufbau) kehrte er Anfang der 1990er Jahre in seine Heimatregion zurück. Von 1994 bis 1997 unterrichtete er an der Jugendkunstschule Siegen sowie an der dortigen Volkshoch- und Montessorischule. Rudolf Bieler lebt und arbeitet in Siegen.

## Werk
Bieler beschäftigt sich mit unterschiedlichen Phänomenen sowie der malerischen Aufzeichnung zeitgenössischer Musik. In den 1990er Jahren erarbeitete der Künstler einen umfangreichen Werkzyklus zu „Exotica“ (Bereich Neue Musik) des Komponisten Mauricio Kagel. Vorwiegend bestehen Bielers Arbeiten aus skurrilen Eigenwelten, in denen fabuleske Leitfiguren zu märchenhaft anmutenden Szenarien einzeln und seriell in Erscheinung treten. Bereiche des Natural Floralen sind prägendes Merkmal. Häufig werden Fundobjekte aus der Natur zu Bildsequenzen verarbeitet. Neben kalligraphischen Aspekten gelangt spontan gesetztes Chiffren- und Bildzeichenmaterial zum Einsatz. In jüngster Zeit bildet das Phänomen des Naschens eines seiner zentralen Themen.

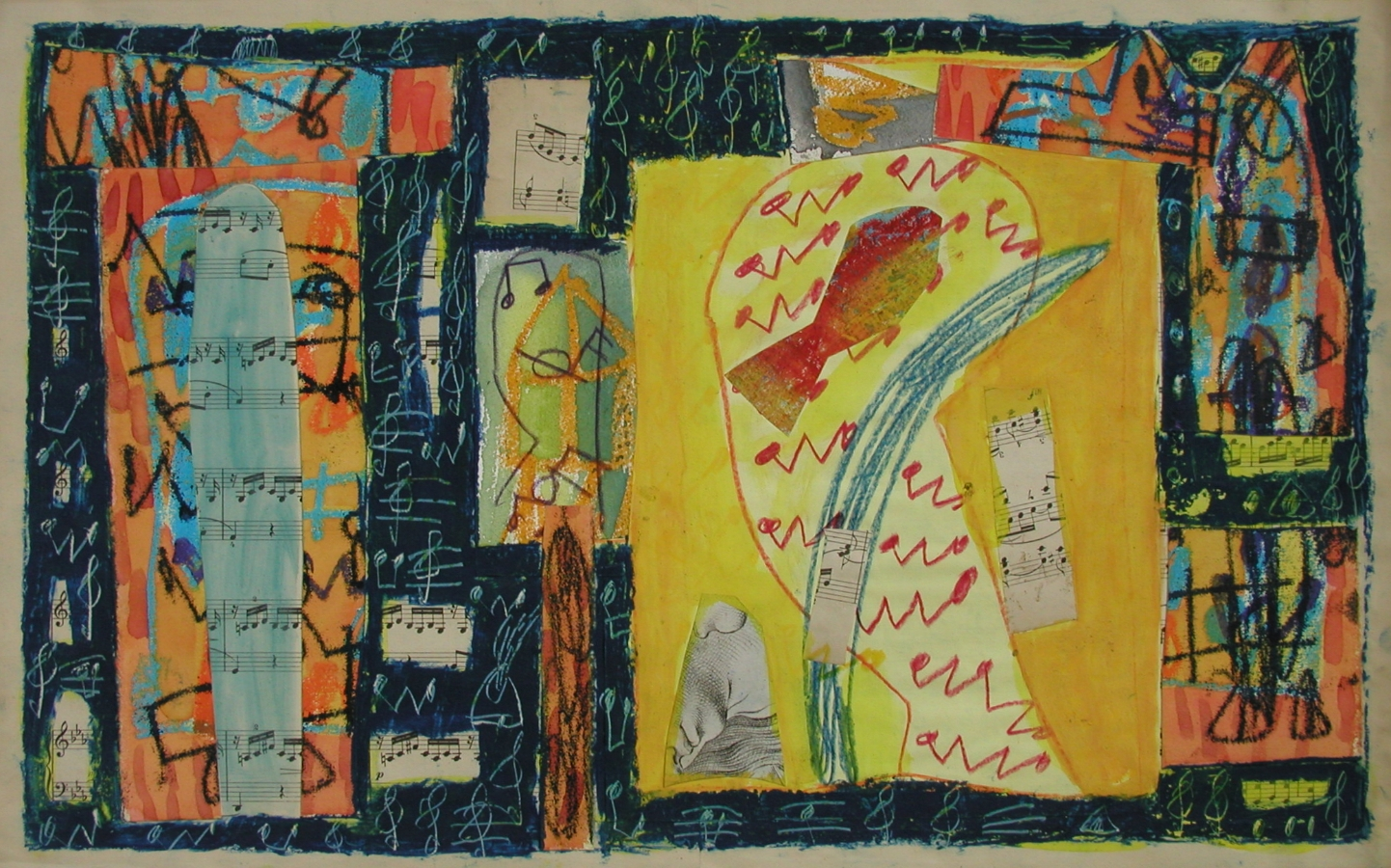
Rudolf Bieler: Canzonetta, 2004
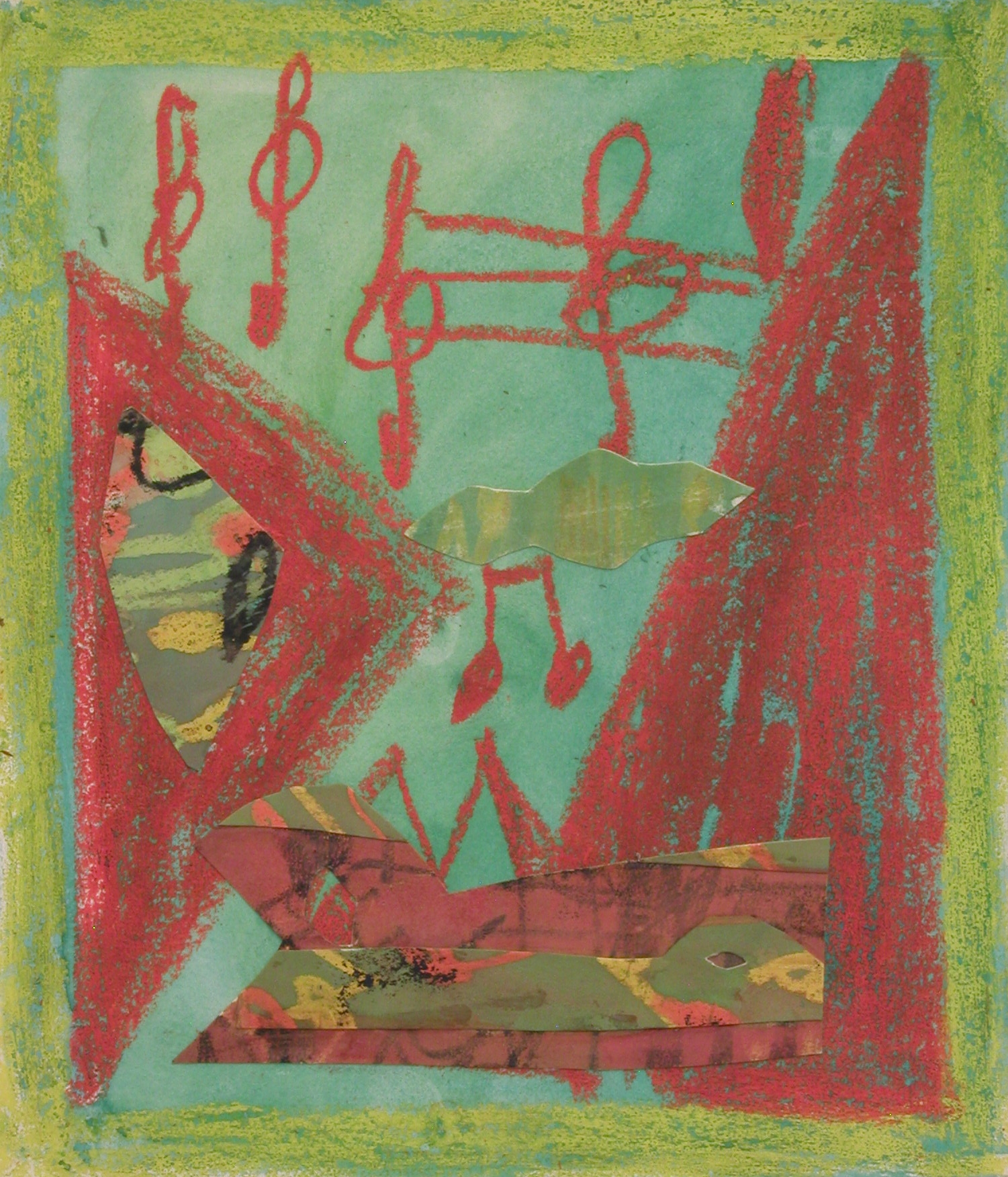
Rudolf Bieler: Grünes Diagramm, 2004
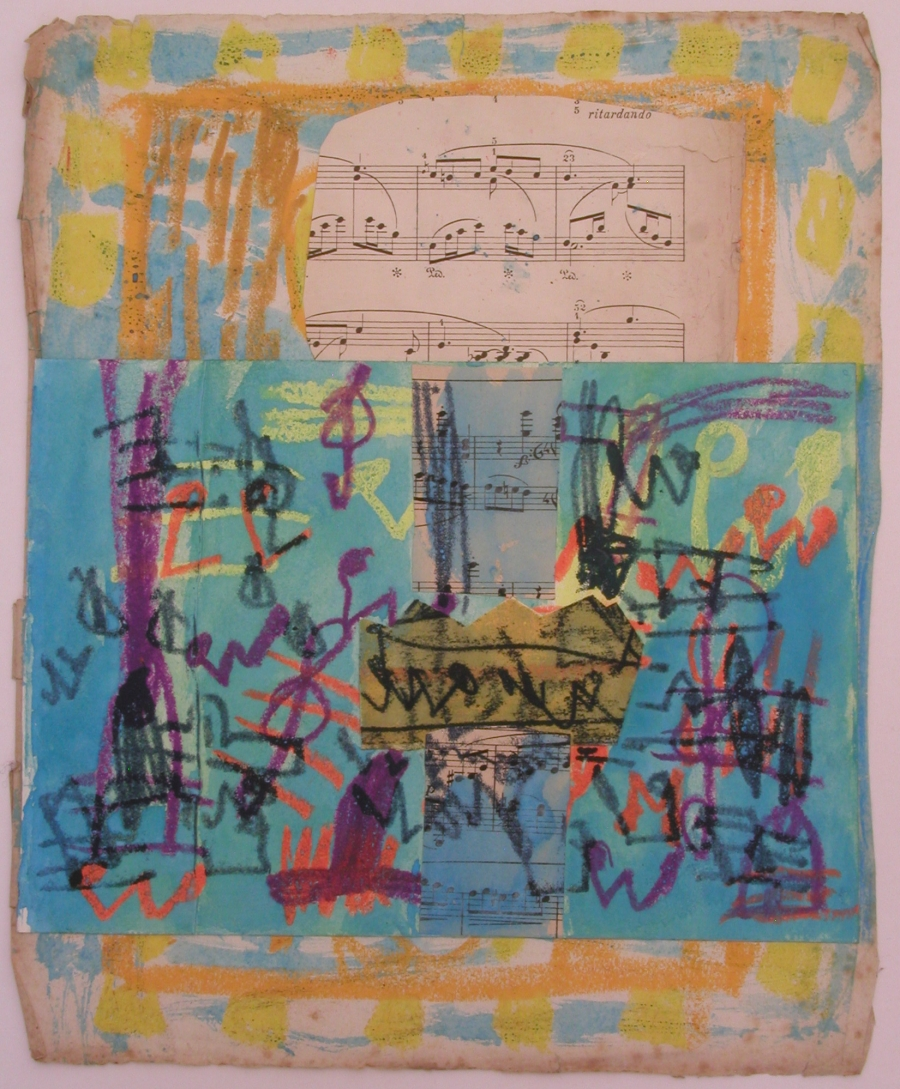
Rudolf Bieler: Ritardando, 2003
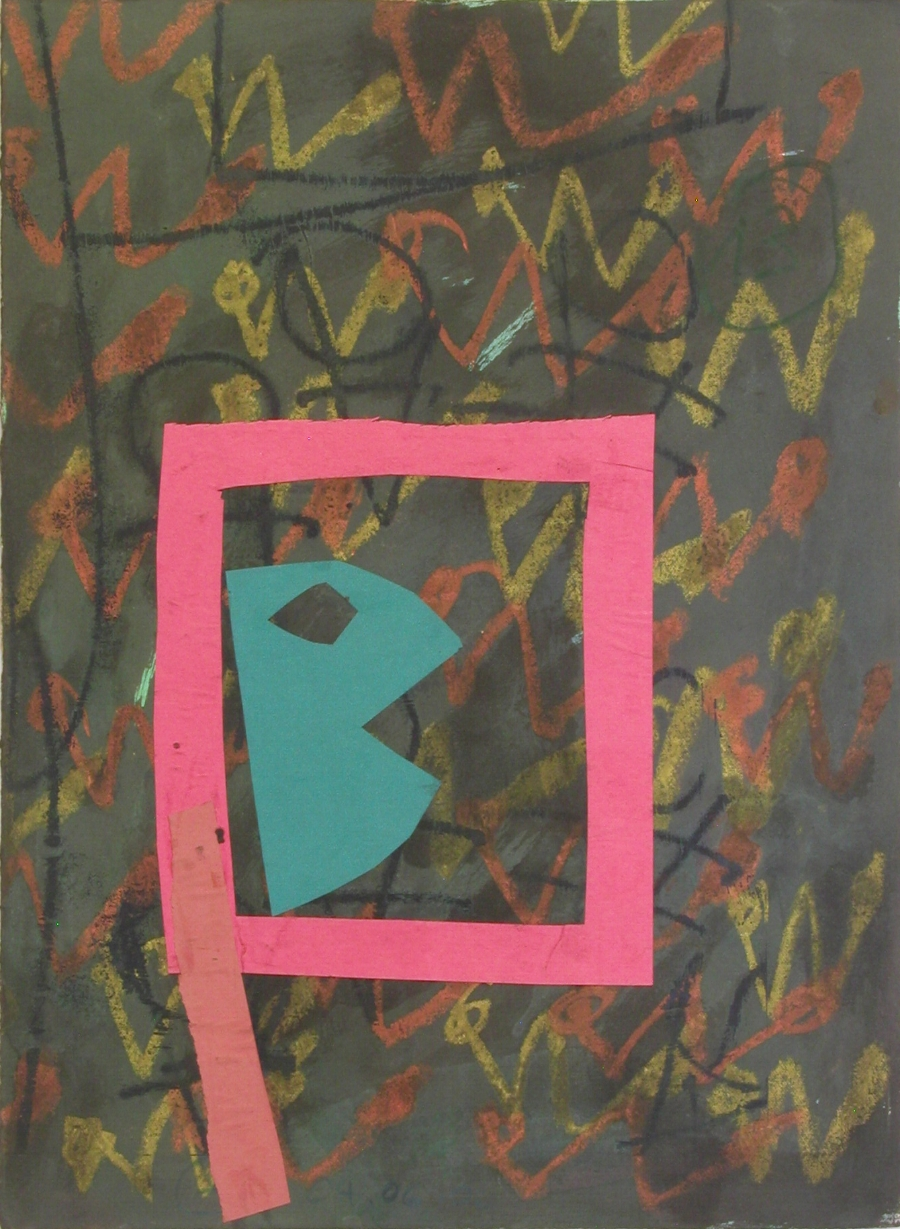
Rudolf Bieler: Fishes I, 2000
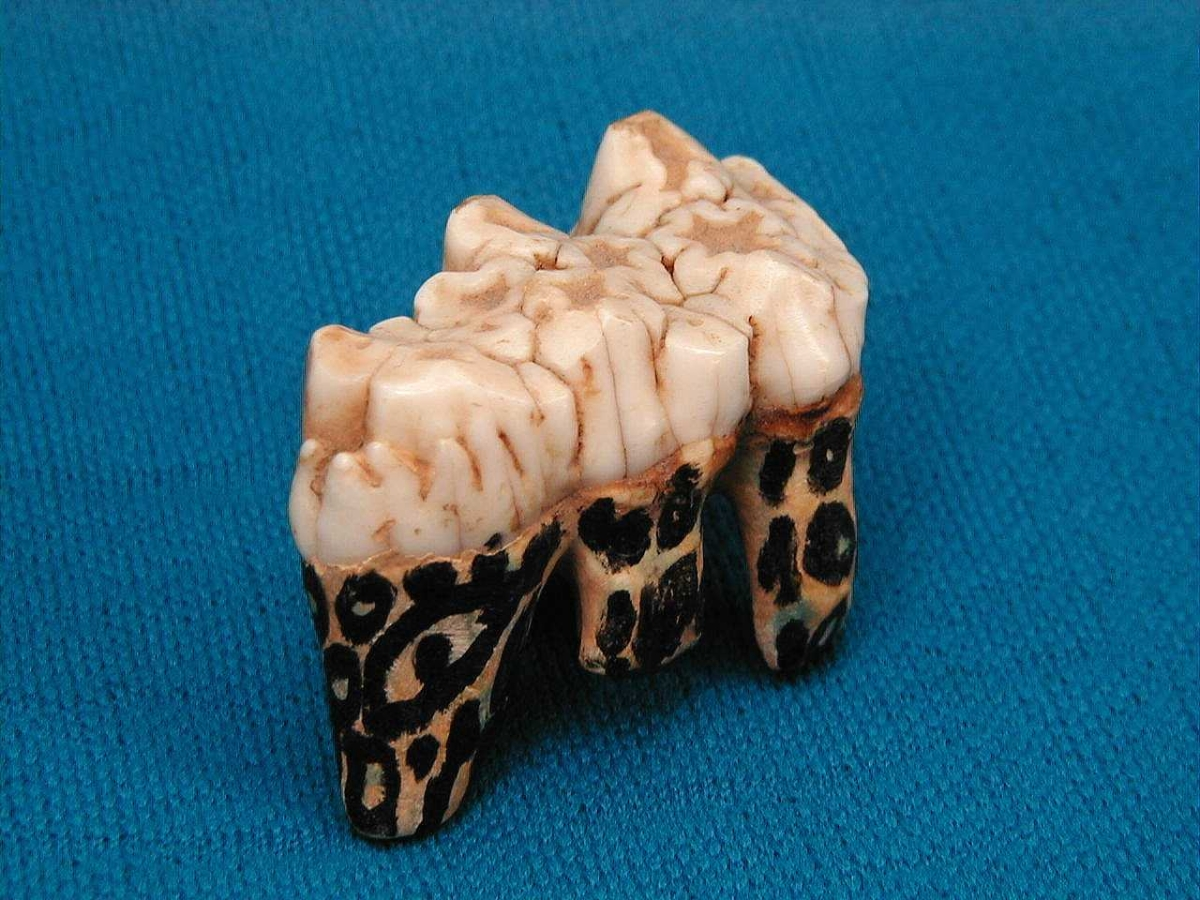
Rudolf Bieler: o.T., 1989
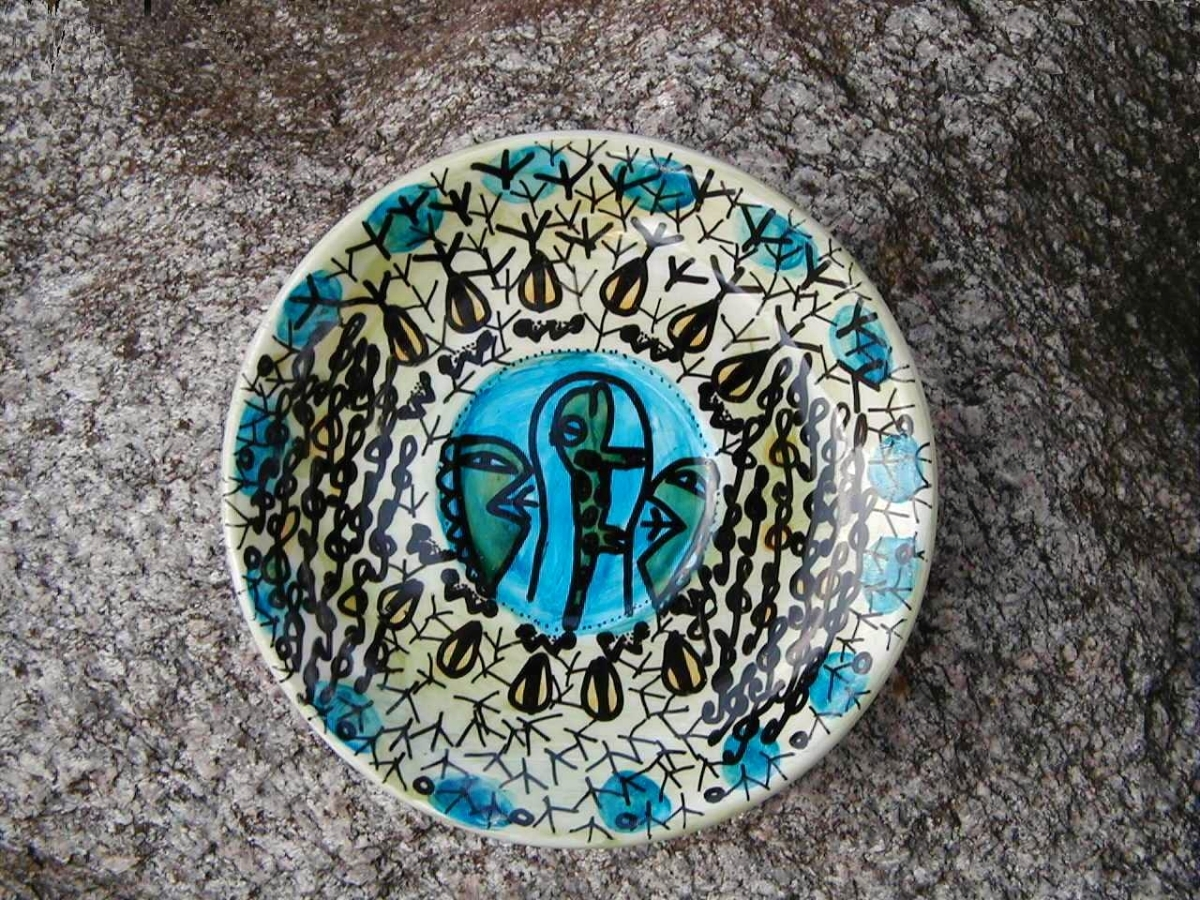
Rudolf Bieler: Fruchtblasenmotiv, 2006

## Ausstellungen

### Einzelausstellungen (Auswahl)
- 2013: Kunstsommer 2013, neue Arbeiten, Siegen
- 2009: Roca Redonda, Atelier Millbrooks, Köln
- 2007: Skripto Blues, Galerie NOVA, Aachen
- 1990: Zeichnungen - Mischtechniken, Haus Dr. Reiss, Bad Soden
- 1989: Grafiken und Objekte, Kunsthaus, Mettmann
- 1985: Galerie Löhndorf, Skeleftea (S)

### Gruppenausstellungen (Auswahl)
- 2021: Poetische Malerei und Magische Objekte (mit Dorothea Jasper), Siegerlandmuseum, Siegen
- 2019: Atelierhaus Galerie Duisburg (Sammlung Kerschgens), Duisburg
- 2017: Kunstkabinett Hespert, Reichshof
- 2016: Szenenwechsel (mit Dorothea Jasper), Kulturbahnhof, Kreuztal
- 2013: ADOGI Mini Print International, Cadaqués (E)
- 2012: Galerie NOVA, Aachen
- 2010: L'Étangd'Art Galerie d'art contemporain, Bages (F)
- 2009: Wingfield Barns CIC, Wingfield (GB)
- 2009: Taller Galeria Fort, Girona (E)
- 2008: 60 Jahre BBK, Stapelhaus, Köln
- 2008: Farley's Yard Trust, East Sussex (GB)
- 2008: Fundació Tharrats d'Art Gràfic, Pineda de Mar (E)
- 2007: Zeichnungen, Arbeiten auf Papier (mit Peter Paramonow), Städtische Galerie Haus Seel, Siegen
- 2000: Galerie Löhndorf, Skeleftea (S)
- 1999: Springtime - Diagrammsequenzen (mit Dorothea Jasper), IHK Galerie, Siegen
- 1999: Galerie art & living Inge Thomsen, Siegen
- 1997: Farbe prall, Expo zum Rubensjahr, Siegen
- 1995: Peck-Peck gemischt Spechtsequenzen, Sodener Kunstwerkstatt, Bad Soden
- 1994: Happy Birthday FFM, International Mail Art, Frankfurt am Main
- 1994: Große Kunstausstellung NRW, Düsseldorf
- 1993: Galerie Magdalena Kaiser, Siegen
- 1993: Grafiktage Käthelhön, Möhnesee-Wamel
- 1992: Deutsch-Chinesische Freundschaft, Konfuziustempel, Deyang (CN)
- 1991: Salamanderspaziergänge und Bienenvergnügen (mit Dorothea Jasper), KulturBüro Galerie, Siegen
- 1990: Galerie Schamretta, Frankfurt am Main
- 1990: Künstlergruppe Sepia, Städtische Galerie Haus Seel, Siegen

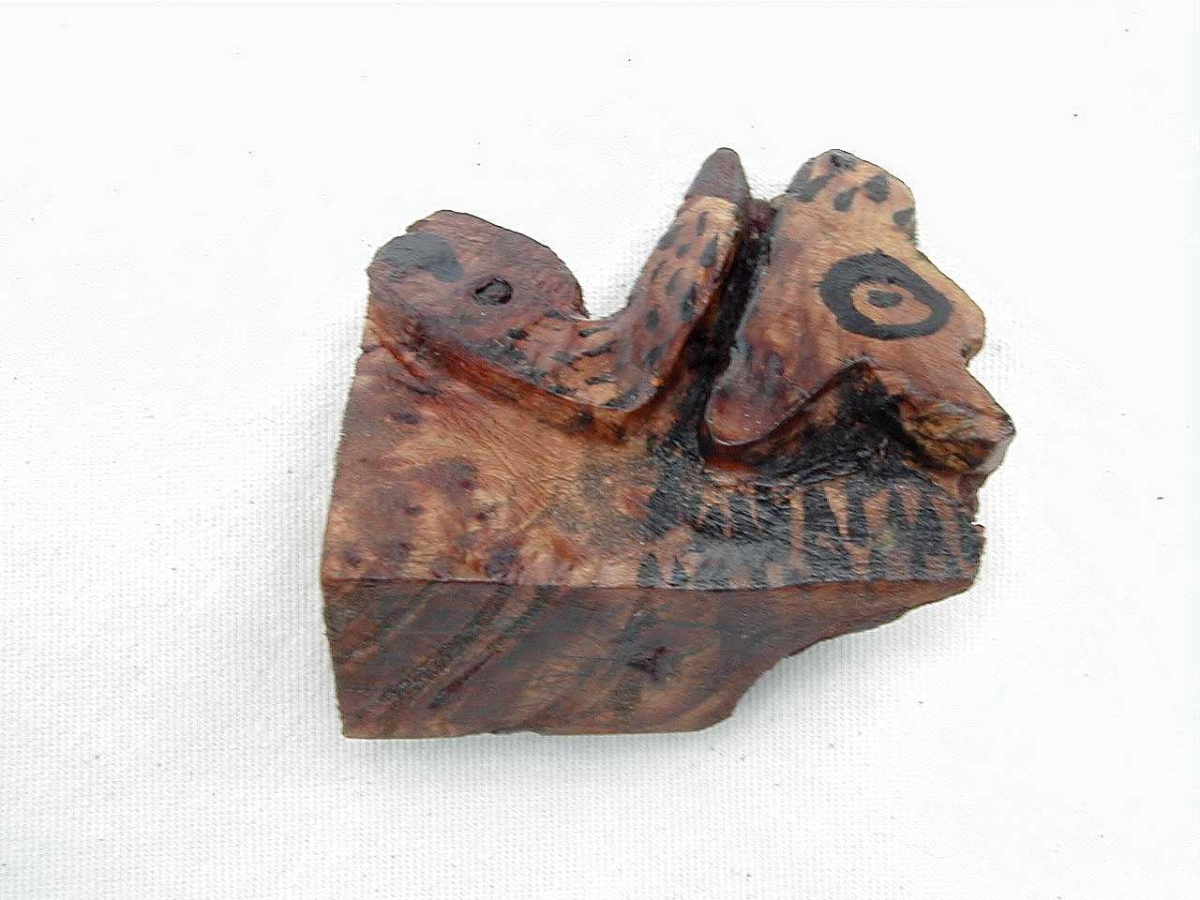
Rudolf Bieler: Mann mit Saxophon, 1996
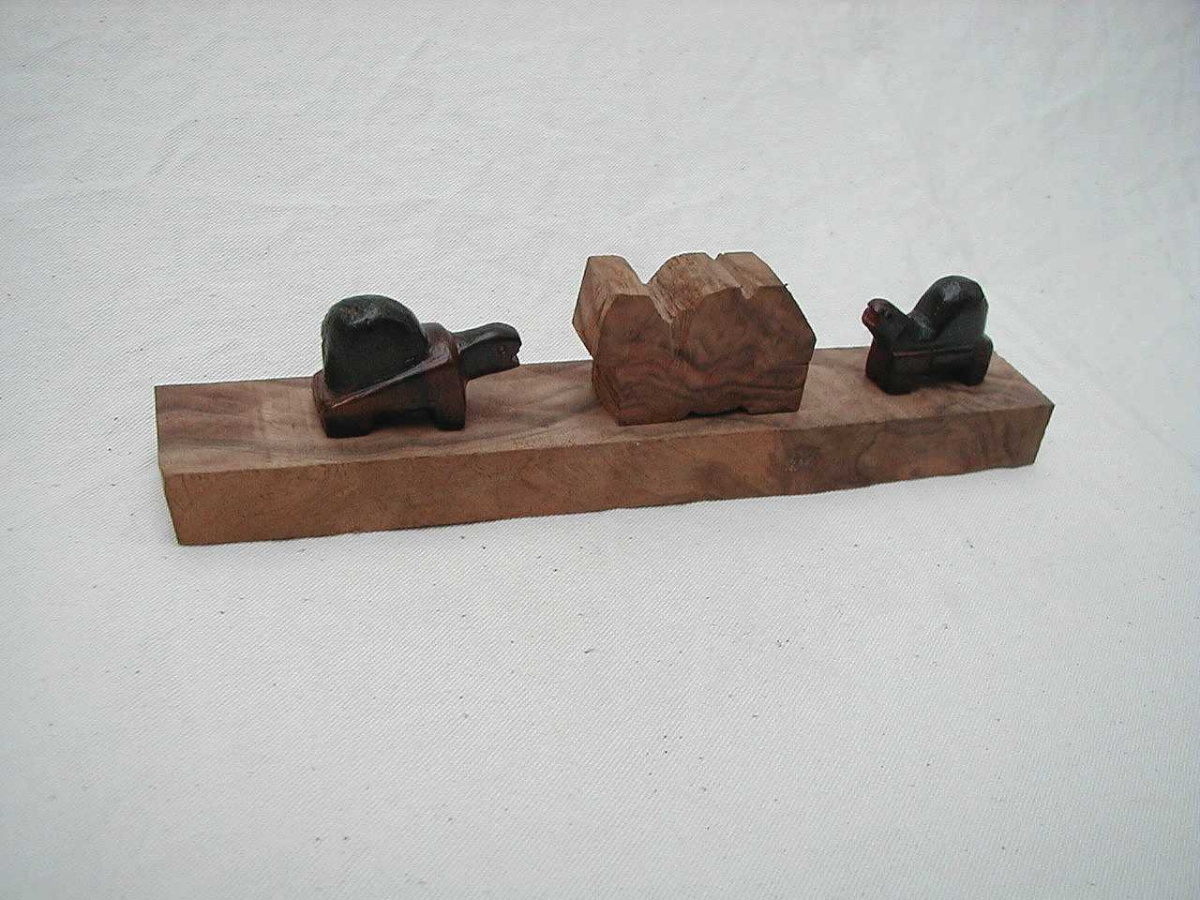
Rudolf Bieler: Galapagos, 1994
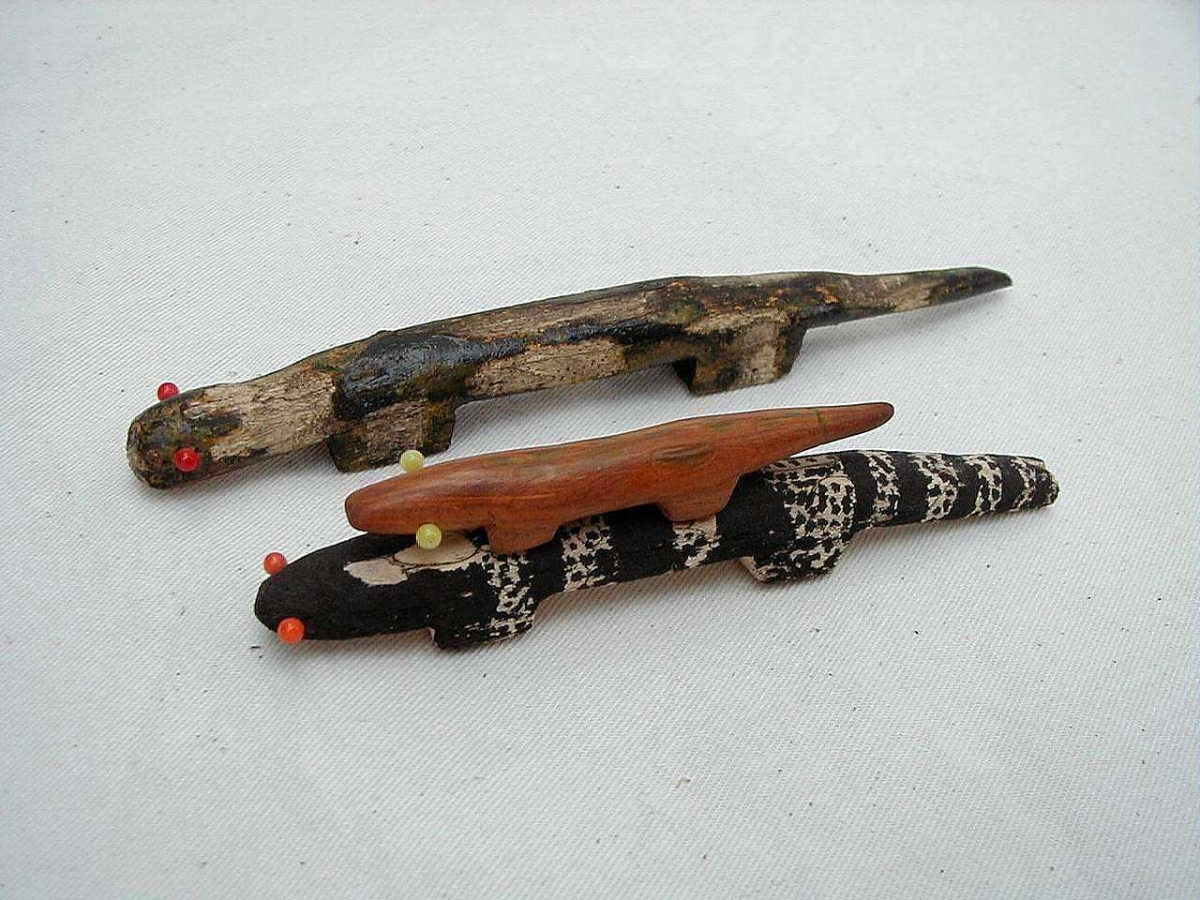
Rudolf Bieler: Salamanderspaziergang I, 1993
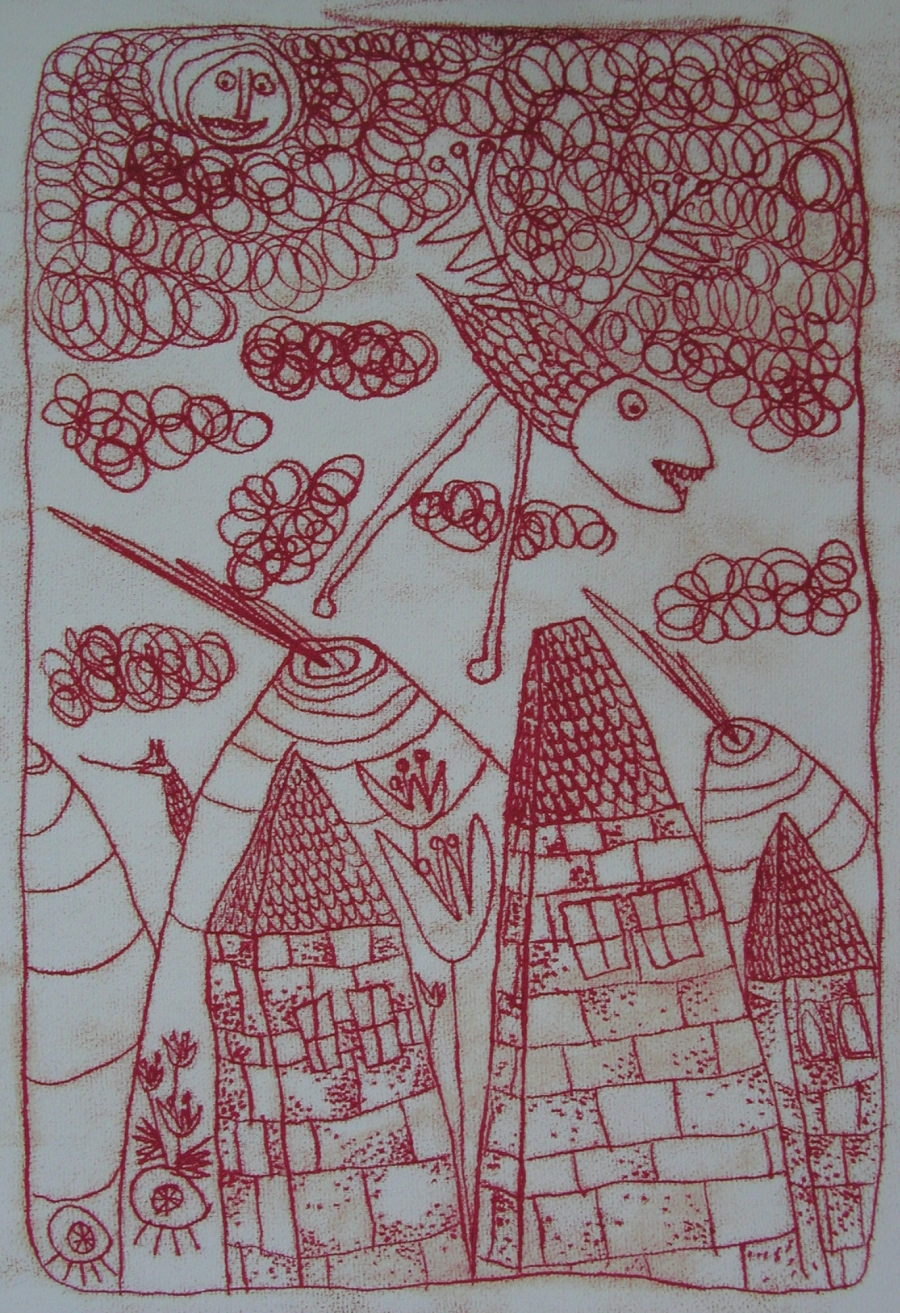
Rudolf Bieler: Stelzenfisch, 1977

## Rezensionen
Rudolf Bieler ist von Naturphänomenen fasziniert. Der aufmerksame Betrachter wird seine wiederkehrenden Motive und Zeichen erkennen, die an solche „Trouvalien“ anlehnen, mit denen der Künstler sich in Serien intensiv auseinandersetzt.
Kirsten Schwarz, Kunsthistorikerin
(...) In den Folgejahren entwickelte Bieler das Naschen zu einem seiner malerischen Zentralthemen, für das er eine eigene Bildsprache erfand. (...) Gelebtheit und Charme verschiedener Fundmaterialien inspirieren den Künstler immer wieder zu neuen Arbeiten. Bieler liebt das „Alte“ Gelebte, Patina, Zahn der Zeit. Er bevorzugt kleinere Formate, dies als Sequenz „Mutationsbilder“ meist in starker Farbigkeit abfolgende Wirkung.
Christian W. Thomsen, Anglist und Medienwissenschaftler

## Publikationen
- Grafiken und Gedichte. Selbstverlag, Siegen 1982.